# Marquesado de Monterrico
Título nobiliario español creado en el siglo XVII para una importante familia criolla de origen conquense, establecida en Lima. El título fue rehabilitado en el siglo XX, con el nombre de Marquesado de Monte Rico.

## Marqueses de Monterrico
- I : Melchor Malo de Molina y Aliaga.

1. Casó con Mencía de Espínola y Villavicencio.

- II : Melchor Malo de Molina y Espínola.

1. Casó con Catalina Isidora de Carvajal Vargas y Hurtado de Quesada, III condesa de Castillejo, IV condesa del Puerto. Sin descendientes.

- Clara Malo de Molina y Espíndola, III marquesa de Monterrico.

Rehabilitado en 1920.
- Enrique Luis Carlos de Landecho y Salcedo, IV marqués de Monterrico. Casó en 1928 con Rosa de Vaillant Tordesillas, hija del marqués de Candelaria de Yarayabo. Le sucedió, en 1972:

- Luis Gerardo Afán de Ribera y Nestares, V marqués de Monterrico. Le sucedió, en 1984:

- Pedro Afán de Ribera e Ybarra, VI marqués de Monterrico, VIII marqués de la Hinojosa.